# 永代静雄
永代 靜雄（ながよ しずお、1886年2月12日 - 1944年8月10日）は、日本の小説家、新聞記者。田山花袋の小説『蒲団』のヒロイン横山芳子の恋人である田中のモデル。旧姓は長谷川。別名義に湘南生。永代 静雄とも表記される。

## 生涯
兵庫県美嚢郡北谷村（現・三木市）に生まれる。旧姓は長谷川。印南郡下原や神戸市で育つ。12歳のとき、伯父の養子となり永代姓となる。牧師となるため関西学院本科に入学、日本組合基督教会神戸教会に所属するが、同志社普通学校に編入する。神学校とされていることもあるが、学籍があったのは普通学校である。
1904年（明治37年）、同じ教会員の中山泰昌（三郎）と知り合う。10月、同志社神学館で開かれた日本組合基督教会総会にて、花袋の弟子である新進女流作家岡田美知代の存在を中山から聞かされる。中山が仲を取り持って1905年（明治38年）5月から絵葉書のやりとりをするようになり、7月に関西学院講堂のYMCA夏期学校に美知代を招いて初対面を果たす。9月には京都で落ち合い、膳所などを遊覧する。しかしその後、美知代の京都逗留が花袋に知られ、美知代の実家に報告されてしまう。10月に上京し、「新声」に美知代との合作を載せる。翌年早稲田大学予科へ入学するが、皮膚病で体調を崩し、学費滞納のため除籍。佐藤緑葉の紹介により草津温泉で湯治をする。
1907年（明治40年）9月に花袋が『蒲団』を発表し、美知代ともにスキャンダルの渦中に巻き込まれる。1908年（明治41年）、「少女の友」創刊号に須磨子名義を用いて、『不思議の国のアリス』の日本での初訳『アリス物語』を発表。この頃は旅行新聞社に勤務していたとみられる。美知代の懐妊がわかり、12月に牛込区原町に新居を構える。家探しは中山が行い、所帯道具は安成二郎が揃えた。新居には中山も同居した。この年の末に東京毎日新聞社に入社。
1909年（明治42年）1月、美知代が形式的に田山家の養女となって結婚。3月に長女が生まれ、千鶴子と名付ける。四谷へ転居した後、安成貞雄の推薦を受けて中央新聞社へ移籍。同僚に若山牧水がいた。チャールズ・キングズリー『水の子どもたち』の翻案『黒姫物語』を連載する。11月にいったん美知代と別れ、12月に中央新聞社を退社。
1910年（明治43年）4月に、初台で水野仙子と暮らしていた美知代の荷物を取りに現れる。復縁し、美知代とともに富山市に移り、富山日報に入社。1911年（明治44年）3月に長男太刀男が生まれる。その後大阪で帝国新聞の創刊に参加、薄田泣菫や森田恒友が同僚だった。6月、長女千鶴子が脳膜炎で死亡。夏に別府温泉に夫婦で休養し、学生時代の田中純に出会う。
1912年（大正元年）、東京毎夕新聞社に入社。部下に広津和郎がいた。主に湘南生の名義で大衆小説や少年向きSFを多く執筆した。主な作品に、徳富蘆花の『小説 不如帰』のSFパロディである『小説 終篇不如帰』など。1920年（大正9年）、新聞及新聞記者（後の新聞通信社）を設立。1927年（昭和2年）、日本新聞学院設立。ジャーナリスト養成につとめた。
1917年（大正7年）になって正式に美知代が永代の籍に入った。その後、1926年に離婚し、美知代が「主婦之友」記者として太刀男を連れて渡米。翌年に大河内ひでと再婚するが、結核のために単身帰国した太刀男を引き取った。
1933年（昭和8年）ころより伝書鳩研究に専念し、雑誌『普鳩』を発行した。
1944年（昭和19年）、腸チフスにより死去。
たびたび離縁と復縁を繰り返した美知代であるが、後年には『蒲団』での静雄像は歪められていると書いている。